# Adventisme
 (novembre 2016).
L'adventisme est un mouvement chrétien protestant lancé au XIXe siècle dans le contexte du Second grand réveil aux États-Unis. L'expression se réfère à la doctrine de la deuxième venue de Jésus-Christ, aussi appelée « le retour du Christ ». 
Le mot « adventisme » ou « adventisme du septième jour » désigne aussi ce qui touche à l'histoire, les croyances, la mission, l'organisation et la sociologie de l'Église adventiste du septième jour, la plus grande dénomination adventiste.

## Histoire
À l'origine, l'adventisme regroupe une partie de ceux qui adhérèrent à l'enseignement du prédicateur William Miller, un ancien pasteur baptiste, aussi appelés les millérites. Miller, qui a étudié les prophéties de Daniel, annonce le retour du Christ pour 1843. Après cette année, où rien ne se produit, la date du 22 octobre 1844 est annoncée, sans plus d'effet. Le mouvement se trouve désorienté, la "grande déception" ou le "grand désappointement" s'ensuit. Un petit groupe d'adventistes adopte alors le sabbat du septième jour du Décalogue, réinterprète les événements de 1844 et devient finalement l’Église adventiste du septième jour, formellement organisée seulement en 1863. 
La mission et l'évangélisation mondiale sont des priorités de l’Église Adventiste du septième jour. En conséquence, celle-ci connaît un déploiement mondial exceptionnel dans plus de 200 pays, à tel point que, malgré ses racines nord-américaines, cette dénomination est aujourd'hui à plus de 92 % constituée de membres résidant hors des États-Unis. L’Église possède et gère de nombreuses institutions : plus de 6 000 écoles (du jardin d'enfants à l'université), 720 hôpitaux et établissements de soins, des maisons d'éditions, des fabriques d'aliments diététiques et des médias (télévision et radio par satellite).

Évolution de l'adventisme au XIXe siècle.

## Statistiques
Selon un recensement de l'Église adventiste du septième jour, la plus grande dénomination adventiste, publié en 2022, elle aurait 95,297 églises, 21,912,161 membres et 20,924 ministres . Elle aurait également 6,623 écoles primaires, 2,640 écoles secondaires, 118 universités, 229 hôpitaux.

## Croyances
L'histoire et l'identité spirituelle du mouvement adventiste prennent leurs sources différentes dans la réforme protestante, le baptisme, le piétisme, le méthodisme et les réveils. Un intérêt pour l'étude des textes prophétiques de la Bible abordant la question de la venue en gloire du Christ est très attesté tout au long de l'histoire protestante. À partir du XVIIIe siècle en Europe, cet intérêt devient plus profond et inspire la prédication revivaliste, ainsi que celle de William Miller. Ellen G. White propose sa version de l'adventisme dans son livre La tragédie des siècles (1911).
La doctrine prémillénariste du second retour du Christ, visible et universelle (se produisant avant les mille ans d'Apocalypse 20), est le point commun des diverses Églises adventistes. Sinon, leurs théologies diffèrent en ce sens que certaines acceptent, et d'autres pas, certaines doctrines comme l'immortalité conditionnelle, l'annihilationnisme, l'historicisme ou le sabbat.
La plus importante de ces dénominations, les Adventistes du septième Jour, est restée, dans sa structuration doctrinale, fidèle aux principes de Miller en matière d'interprétation biblique, comme aussi à son eschatologie de base. Ainsi, ils croyaient au retour du Christ sur les nuées des cieux avant le millénium. Donc, ils conservèrent la doctrine centrale du millérisme. À la fin de 1846, les notions du sabbat du septième jour (célébré le samedi) et du ministère en deux phases du Christ dans le sanctuaire céleste furent plus largement acceptés. Une autre doctrine fondamentale sera la compréhension prophétique du message des trois anges d'Apocalypse 14 et leur lien avec le ministère de Christ dans le Saint des Saint du sanctuaire céleste comme étant le début de l'œuvre du jugement devant précéder le retour de Jésus et la fin du monde. La compréhension de la question de l'immortalité conditionnelle sera aussi au centre de l'identité doctrinale de cette Église naissante. George R. Knight, dans son ouvrage phare En quête d'identité, résumera l'identité doctrinale initiale des Adventistes du septième Jour comme étant : 1- le retour personnel et visible de Jésus avant le millénium ; 2- le ministère en deux phases du Christ dans le sanctuaire céleste ; 3- la perpétuité du sabbat du septième jour 4- le concept que l'immortalité n'est pas inhérente, mais qu'elle nous est accordée par le Christ.
Pour des raisons éthiques autant que théologiques, les adventistes se doivent de pratiquer un style de vie sain, avec un régime alimentaire équilibré (souvent végétarien) et l'abstention de toute drogue, alcool et tabac.

## Sources
- Handbook of Denominations in the United States, 12e édition.
- George Knight, The Fat Lady and the Kingdom, Boise, Pacific Press, 1993.